# Someday (canción de Disney)
«Someday» ó «Sueña» es una canción de la película animada de Disney El Jorobado de Notre Dame (1996). Fue escrita por el compositor Alan Menken y el letrista Stephen Schwartz. La versión en español fue grabada por el cantante mexicano Luis Miguel para la banda sonora latinoamericana de la película y titulada "Sueña". La letra fue adaptada al español por Renato López, Kiko Cibrian y Gerardo Flores. La versión de Miguel se incluyó en su undécimo álbum de estudio Nada Es Igual... lanzado en el mismo año. La portada alcanzó el número 3 en la lista Hot Latin Songs y se convirtió en su cuarta canción número uno en la lista de Latin Pop Songs. Un video musical fue filmado para la versión de Miguel.

## Créditos y personal
- Arreglos: Walter Afanasieff
- Orquestación y dirección: William Ross
- Coros: Hanna Mancini, Gisa Vodky, Will Wheaton, Cleto, Kiko Cibrian

## Listas semanales
| Lista (1996)                       | Máxima posición |
| ---------------------------------- | --------------- |
| Estados Unidos (Hot Latin Songs)   | 3               |
| Estados Unidos (Latin Pop Airplay) | 1               |

## Sucesión en las listas
| Predecesor: La cosa más bella de Eros Ramazzotti | U.S. Billboard Latin Pop Airplay — Sencillo N°. 1 20 de julio de 1996 - 9 de agosto de 1996 | Sucesor: Amor en tus ojos de Soraya |